# Oruza seminivea
Oruza seminivea är en fjärilsart som beskrevs av W. Warren 1913. Oruza seminivea ingår i släktet Oruza och familjen nattflyn. Inga underarter finns listade i Catalogue of Life.